# تاريخ الزعفران

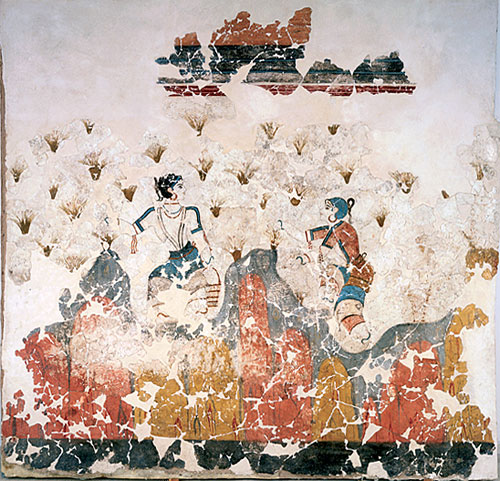

تمتد زراعة واستخدام الزعفران لأكثر من 3500 سنة، وتمتد عبر الثقافات والقارات والحضارات، ظل الزعفران الذي يعتبر من التوابل المشتقة من الوصمات المشتقة من الزعفران عبر التاريخ من المواد الأكثر تكلفة في العالم، بمذاقه المُرّ الذي يشبه القشّ المعطر.

## أصل الكلمة
الأصل الرئيسي لتلك الكلمة الإنجليزية «الزعفران» - مثل ما حدث مع استنساخ الزعفران المزروع - يظل غير مؤكد إلى حد ما.

## الحضارة اليونانية والرومانية
كان للزعفران دوراً هاماً في فترة ما قبل الكلاسيكية اليونانية والرومانية والتي ترمز إلى القرن الثامن قبل الميلاد والقرن الثالث الميلادي. أول صورة معروفة عن الزعفران في ماقبل الثقافة اليونانية

## شرق وجنوب آسيا
هناك روايات متضاربة حول وصول الزعفران لأمل مرة إلى شرق آسيا وجنوبها. أول هذه الروايات يعتمد على بعض الروايات التاريخية المستقاة من السجلات الفارسية.وبدورها أوحت |إلى الخبراء إلى أن الزعفران - من بين التوابل الأخرى.

## أوروبا
تراجعت زراعة الزعفران في أوروبا بشكل حاد بعد سقوط الإمبراطورية الرومانية. ولعدة قرون تالية، أصبحت زراعة الزعفران نادرة أو غير موجودة في جميع أنحاء أوروبا وفي فرنسا، من الأرجح أن زراعة الزعفران بدأت في القرن الثالث عشر.